# Nacka Stadshus Aktiebolag
Nacka Stadshus Aktiebolag är ett svenskt förvaltningsbolag som agerar moderbolag för de verksamheter som Nacka kommun har valt att driva i aktiebolagsform. Bolaget ägs helt av kommunen.

## Bolag
Källa: 
- Boo 1:207 AB
- Centrala Nacka marknadsbolag AB
- Nacka Energi Aktiebolag
  - Nacka Energi Försäljning AB
- Nacka vatten och avfall AB